# Prowincja Południowa (Sri Lanka)
Prowincja Południowa (syng. දකුණු පළාත, tamil. தென் மாகாணம்) – prowincja w południowej Sri Lance. Dzieli się na dystrykty: Matara, Hambantota i Galle. Według spisu ludności przeprowadzonego w 2012 roku przez Wydział spisu Powszechnego i Statystyki Sri Lanki (ang. Department of Census and Statistics) liczba ludności prowincji wynosiła 2 477 285. Prowincję zamieszkiwało 94,7% buddystów, 1.3% hinduistów, 3.2% muzułmanów, 0,3% katolików i 0,4% wyznawców innych religii. W prowincji najwięcej jest ludności syngaleskiej (95%). Tamilowie stanowią tylko 1,7%, a Moorowie (ang. Sri Lanka Moor) Maurowie Sri Lankijscy) – 2,9%. Ludności innej etnicznie Prowincję Południowa zamieszkuje 0,4%.